# Massimo Sestini
Massimo Sestini (Prato, 24 aprile 1963) è un fotoreporter italiano.

## Biografia
Alternando l'attività di reporter infiltrato e di fotografo ufficiale, Massimo Sestini ha raccontato costume, politica e società a partire dal 1978. La sua prima mostra, a Firenze nel 1980, riguardava ritratti di musicisti rock: "Un diciassettenne ed il suo obiettivo". I suoi primi scoop risalgono alla metà degli anni Ottanta: da Carlo d'Inghilterra fotografato a Recanati mentre dipinge un acquerello, a Licio Gelli ripreso a Ginevra mentre è portato in carcere, appena costituitosi dopo la fuga in Argentina. Seguono le immagini dell'attentato al Rapido 904 nella galleria di San Benedetto Val di Sambro, con cui Sestini ottiene la sua prima copertina sul settimanale tedesco Stern. Da quel momento, oltre a mantenere una costante attenzione per la cronaca, fondando l’agenzia che porta il suo nome e allevando numerosi fotoreporter, Sestini si è dedicato ai grandi avvenimenti d’attualità. Sua caratteristica, quella di essere sempre sulla notizia, qualunque sia il mezzo per arrivarci, anche quando pare impossibile. Le fotografie di Massimo Sestini sono uscite sulle prime pagine dei principali giornali italiani e internazionali (Stern, Paris Match, Time, Life, Newsweek, The New York Times, Herald Tribune, El Pais, Olà, Le Monde, Le Figaro, Hello, Sun, The Times) . Con le sue fotografie ha testimoniato della tragedia della Moby Prince ed è autore delle foto dall’alto degli attentati a Giovanni Falcone e a Paolo Borsellino.
Le foto aeree sono diventate parte integrante del suo lavoro, premessa a quelle zenitali più recenti. Nel corso degli anni si sono sommate le esclusive: gli scatti aerei del Giubileo, degli scontri al G8 di Genova, i funerali di papa Giovanni Paolo II. Inizia anche una lunga stagione di ritrattista: inviato dai principali magazine italiani e internazionali, fotografa in esclusiva i principali esponenti di politica, cultura, imprenditoria e spettacolo. Sin dal 2007 Sestini collabora con istituzioni e corpi militari italiani. Nel 2012 si è immerso con i sommozzatori della Marina Militare dentro la Costa Concordia appena affondata. Nel 2014, a bordo della Fregata Bergamini, è stato testimone delle operazioni di salvataggio Mare Nostrum, al largo delle coste libiche. Dopo dodici giorni di tempesta, è riuscito a riprendere dall’elicottero un barcone alla deriva con un carico di 500 migranti, poi tratti in salvo. La fotografia ha vinto il prestigioso World Press Photo nel 2015, nella sezione General News. Nel 2020, il New York Times ha incluso questo stesso scatto insieme ad altri 115 come i più rappresentativi dell'ultimo decennio, selezionati tra 500.000 immagini. La stessa cosa ha fatto il Sunday Times includendo la fotografia del barcone di migranti tra le più rappresentative del decennio.
Da questo Premio è nato il progetto Where Are You: nel corso del quinquennio successivo, Sestini ha rintracciato e fotografato (dall'alto e perpendicolarmente esattamente come la foto del barcone) una decina dei migranti che erano su quella barca, ritraendoli nella loro nuova vita, in vari Paesi europei. Su questo lavoro è stato realizzato un documentario con National Geographic trasmesso in tutto il mondo. Negli ultimi anni Massimo Sestini ha realizzato i calendari ufficiali di Marina Militare, Polizia, Carabinieri, Vigili del Fuoco e Aeronautica Militare. Da un ritratto aereo dell’Italia – da Lampedusa alle Dolomiti – realizzato a bordo degli elicotteri della Polizia nell'arco di un lavoro durato due anni, è nata la mostra “Orizzonti d’Italia dagli elicotteri della Polizia di Stato”, inaugurata al Palazzo del Quirinale nel maggio 2016 alla presenza del Presidente della Repubblica, Sergio Mattarella. Nel 2019 la mostra è stata al MAM di Mosca, in Vietnam e in Australia.
Nel panorama dei fotoreporter internazionali, Massimo Sestini è noto per la sua capacità di imbarcarsi con reparti speciali, sporgersi da elicotteri sostenuto da un’imbracatura, immergersi per riprendere l’esplosione di ordigni, volare su ogni tipo di aeromobile militare e civile. Nel 2018 un’ampia scelta delle sue fotografie aeree è stata pubblicata nel volume L’Aria del Tempo (Contrasto Books editore); le immagini ripercorrono gli ultimi quarant’anni di storia italiana, vista esclusivamente dal cielo.
Nel giugno 2020, in occasione del 732º anniversario della nascita dell'ospedale di Santa Maria Nuova di Firenze, il suo reportage sull'attività degli infermieri durante l'emergenza Covid-19, è diventato un libro, Indispensabili (Centro Di editore),  e una mostra, Indispensabili infermieri, ospitata sia nell'ospedale sia nella Sala d'arme di Palazzo Vecchio.
Il 15 settembre 2020 Massimo Sestini ha inaugurato al Forte Belvedere di Firenze una sua mostra di fotografie di dimensioni monumentali, Bellezza oltre il limite. Venti opere di 5 metri per 3 sulla Toscana, vista in modo zenitale da 2.000 piedi d'altezza. Una più ampia raccolta di queste opere è pubblicata nel volume Toscana Rinascimento senza fine (Centro Di editore).
In occasione delle celebrazioni del settecentesimo anno dalla morte di Dante Alighieri, nell'ottobre 2020 Massimo Sestini ha realizzato Dante 700, una mostra fotografica inaugurata al Quirinale dal Presidente della Repubblica Sergio Mattarella. La mostra racconta la presenza di Dante ai giorni nostri con immagini effettuate tramite tecnologie innovative riprese da punti di vista insoliti. Nello stesso periodo inaugura Insieme, i bambini tornano a scuola., mostra allestita nel Museo dell'Istituto degli Innocenti a Firenze con le fotografie esposte in dialogo con opere del Ghirlandaio, di Luca della Robbia e di Sandro Botticelli.
Nel 2022, per il Museo della città di Livorno, insieme al fotografo Maki Galimberti ha realizzato una mostra fotografica sulla nave Amerigo Vespucci. Nel 2024, Zenit della fotografia, mostra antologica di Massimo Sestini nel Museo di Santa Giulia di Brescia, con immagini per lo più zenitali che raccontano oltre quarant'anni di storia d'Italia.
Il 25 gennaio 2025 il fotografo toscano è stato vittima di un incidente durante una immersione nelle acque del lago di Lavarone, in Trentino, per realizzare un servizio fotografico. Sestini, colto da malore, mentre si trovava sotto la calotta ghiacciata del lago, è stato portato in superficie e ricoverato in prognosi riservata per alcuni giorni per poi risvegliarsi dal coma. Una volta uscito dal coma ha detto: "Sono morto e risorto, grazie alla capacità professionale di un istruttore sub che mi è venuto a ripescare". Ha inoltre paragonato la sua disavventura con la più celebre delle sue foto dall'alto: “Quella del barcone di migranti ripresa da un elicottero della Marina militare e il mio incidente, questa incredibile assonanza: tanti migranti morti nell'annegamento e io salvato all'ultimo stadio dall'annegamento, su questa cosa dovrò riflettere molto”. 
Massimo Sestini è tra i fotoreporter Canon Ambassador Europe.

## Controversie
Nel corso della sua carriera, Massimo Sestini si è battuto più volte per la protezione del diritto d'autore sulle immagini. In particolare, la sua fotografia più celebre, Mediterraneum, che ha meritato il World Press Photo nel 2015, è stata più volte utilizzata impropriamente, strumentalizzata e manipolata da personaggi politici. Nell'ottobre 2020, Sestini è intervenuto a Propaganda Live per difendere l'integrità del suo lavoro.

## Opere
- La Marina Militare, Marina Militare (2014)
- Orizzonti d'Italia, Istituto Poligrafico e Zecca dello Stato (2016)
- Totò meta-fisico, con Antonello Beffardi de Curtis e Gianluca Tenti, Gruppo Editoriale (2018)
- L'Aria del Tempo, Contrasto (2018)
- Uomini Oltre -COMSUBIN, Rodorigo editore (2019)
- Italy Twilight Skylines, Gruppo Editoriale (2019)
- Indispensabili, Centro Di (2020)
- Dante 700, Centro Di (2020)
- Insieme, i bambini tornano a scuola, Centro Di (2020)
- Toscana, Rinascimento senza fine, Centro Di (2020)
- Viaggio nella Regione del Poeta - La Toscana dantesca nelle fotografie degli Archivi Alinari e di Massimo Sestini, Regione Toscana Centro Di (2021)
- 1971 - 2021 Le Ali della Polizia - Da 50 anni in volo, Gruppo Editoriale (2021)
- La più bella del mondo - Nave Amerigo Vespucci, con Maki Galimberti. Sillabe (2022)
- Dal mare sul mare, Marina Militare (2022)
- Lo spazio degli abissi, Marina Militare - Giunti (2023)
- Le aquile della Marina, Marina Militare - Giunti (2023)
- Il volo dei draghi, Vigili del Fuoco - Giunti (2024)
- Zenit della fotografia, Skira (2024)
- Il grande equipaggio, Marina Militare - Giunti (2024)

## Mostre personali
- Un diciassettenne e il suo obiettivo, Firenze, Casablanca; 1979
- Non v'è timone senza nocchiere, Roma, Vittoriano; 2014
- Ho visto cose, Lodi (MI), festival della Fotografia Etica; 2015
- Zenit, Polizia di Stato, Firenze, Palazzo Vecchio; 2016
- Orizzonti d'Italia, Roma, Quirinale; 2016
- Italy Twilight Skylines, Mosca (Russia), Multimedia Art Museum; 2019[24]
- Italy Twilight Skylines, Hanoi (Vietnam) Museum of Ethnology; 2019
- Italy Twilight Skylines, Melbourne (Australia); 2019
- Italy Twilight Skylines, Gold Coast City (Australia); 2019
- L'Aria del Tempo, Roma, WeGil; 2018
- L'Aria del Tempo, Milano, Forma Meravigli; 2019
- L'Aria del Tempo, Busto Arsizio, DIA sotto le stelle; 2019
- L'Aria del Tempo, Busto Arsizio, Palazzo Cicogna; 2020
- L'Aria del Tempo, Lecce, Castello Carlo V; 2020
- Mediterraneum, Firenze, mostra permanente al Mandelaforum; 2019]
- Zenit People, Todi, Todimmagina; 2019]
- Indispensabili infermieri, Firenze, Ospedale di Santa Maria Nuova e Sala d'Arme di Palazzo Vecchio; 2020
- Bellezza oltre il limite, Firenze, Forte Belvedere; 2020
- Dante 700, Roma, Quirinale; 2020
- Dante 700, Firenze, Polo Museale di Santa Maria Novella; 2020/21
- Dante 700, Bruxelles, Istituto Italiano di Cultura; 2021
- Dante 700, Parigi, Sede Unesco; 2021
- Dante 700, Madrid, Istituto Italiano di Cultura; 2021
- Dante 700, Berlino, Istituto Italiano di Cultura; 2021
- Insieme - I bambini tornano a scuola, Firenze, Istituto degli Innocenti; 2020
- La più bella del mondo, Nave Amerigo Vespucci. Fotografie di Maki Galimberti e Massimo Sestini, Livorno; Rio de Janeiro; Buenos Aires; 2022/2024
- I venti volti della Toscana delle donne, Firenze, Palazzo Strozzi Sacrati; 2023
- Massimo Sestini - Zenit della fotografia, Brescia, Museo di Santa Giulia; 2024/25

## Riconoscimenti
World Press Foto
- 2015 - General News[6]

Festival della Letteratura di Viaggio
- 2016 - Premio Kapuściński per il reportage[25]

Corecom Toscana
- 2019 - Comunicatore Toscano dell’Anno[26]